# 1915 en Lorraine
Chronologie de la Lorraine
- 1911
- 1912
- 1913
- 1914
- 1915
- 1916
- 1917
- 1918
- 1919

Cette page est une liste d'événements qui se sont produits durant l'année 1915 en Lorraine.

## Événements

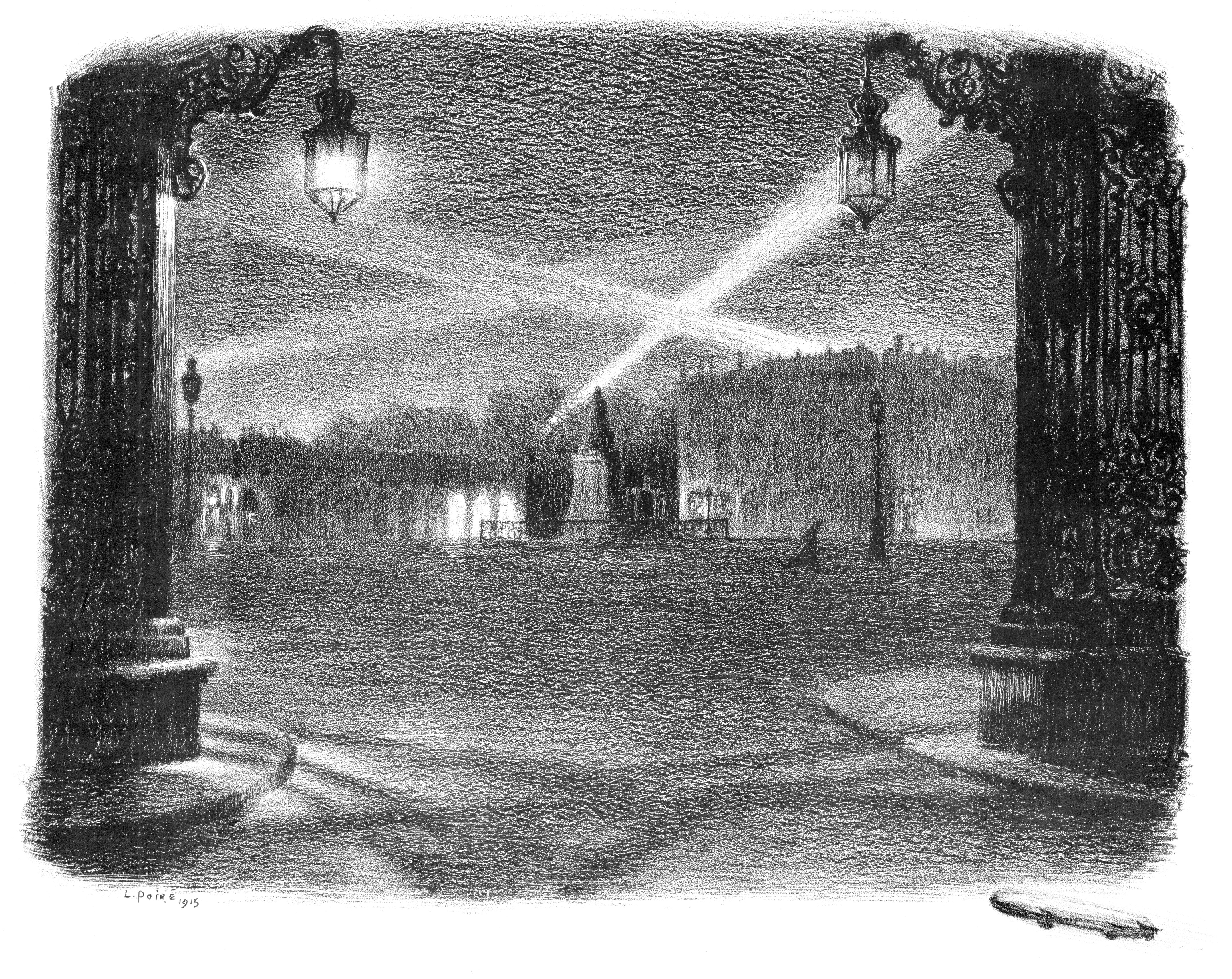
Lithographie réalisée pendant la première guerre mondiale afin de représenter ce que les habitants de Nancy subissaient pendant les bombardements (faisceaux des projecteurs, dirigeable)

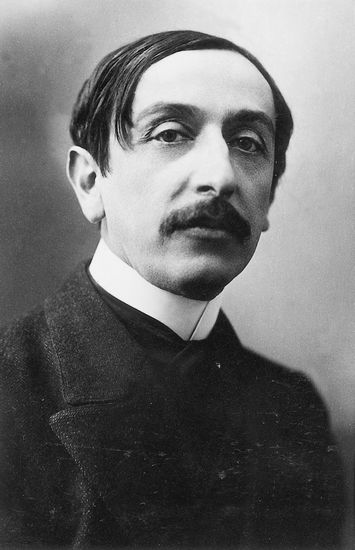
Maurice Barrès.

- Création de la Base aérienne 133 Nancy-Ochey, après l'expropriation de 150 hectares de terres cultivées, il s'agit d'une des bases aériennes françaises les plus anciennes[1].
- Le nom de Château-Salins est germanisé en Salzburg[2].
- Construction à Gérardmer du tremplin de saut à ski de la Grange Paveleuse[3].

- 9 janvier : Maurice Barrès, de l'académie française, prononce une allocution au théâtre de la Gaîté-Lyrique, au profit des réfugiés de Meurthe-et-Moselle : « Mesdames, Messieurs, Ce n'est pas une fête. Il n'y en aura pas en France avant le jour de la victoire définitive. C'est une manifestation d'amitié autour de nos compatriotes de Meurthe-et-Moselle, victimes de la guerre...... »[4]
- 19 janvier : début de la Bataille du Hartmannswillerkopf qui durera jusqu'en janvier 1916[5].
- Février - mars : importants combats au col de la Chapelotte à Angomont.
- 10 février et suivants : conférence d'Alsace-Lorraine à Paris[6].
- 15 février - 23 mars : bataille de Vauquois[7] ; guerre des mines sur la butte de Vauquois jusqu’en avril 1918.
- 17 février : début de la bataille des Éparges, ou bataille de Combres pour les Allemands, est une série de combats pour la maîtrise de la crête des Éparges opposant la 12e division d'infanterie de la 1re Armée française à la 33e division d'infanterie allemande, pour le contrôle de la plaine de Woëvre (assaut les 17-21 février, 17-27 mars et 5-9 avril)[8].
- 20 avril : à Flirey, quatre soldats sont fusillés pour l'exemple. Le caporal Antoine Morange, les soldats Félix Baudy, François Fontanaud et Henri Prébost, incorporés au 63e RI, 5e Cie. Ils ont été réhabilités en 1934.
- 26 mai : en représailles à l'attaque au chlore d'Ypres, le 22 avril 1915, un raid aérien est mis sur pied pour attaquer l'usine BASF de Ludwigshafen qui avait produit le chlore utilisé. Dix-huit aéroplanes biplaces de type Voisin LA III décollent la nuit du 26 mai depuis l'aérodrome de Malzéville et lâchent à la main, à une faible altitude leurs bombes sur l'usine[9].
- 20 juillet : début de la bataille du Linge dans les Vosges[10] (fin le 15 octobre).
- Septembre : les premiers aéronefs militaires s'installent sur la base aérienne 133 Nancy-Ochey. La vocation du terrain est alors purement opérationnelle, compte tenu de son implantation au plus près de la ligne de front.

## Naissances

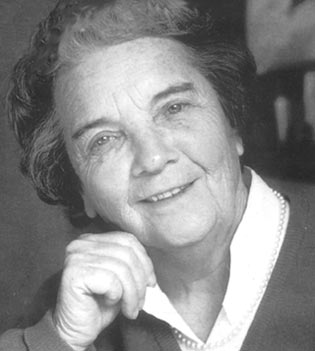
Suzanne Masson

- à Metz : Claude Mallmann[11] (1915-1981) est un artiste français du XXe siècle. Il est connu pour ses gravures et illustra notamment un livre inédit de Pierre Descaves.
- 8 janvier à Cornimont : Yvan Littolff, mort le 6 janvier 1991 à Marseille[12], pilote d'essais français.
- 26 janvier, Nancy : Robert Aron-Brunetière, mort à Paris le 3 février 1994, dermatologue mondialement reconnu, également compétent en endocrinologie et allergologie.
- 17 février à Médonville : Albert Voilquin, mort le 2 août 1999 à Neufchâteau (Vosges), homme politique français, député et sénateur des Vosges.
- 25 février à Nancy : Suzanne Masson (1915-1991) est la fondatrice du Fondation Mouvement pour les Villages d'Enfants[13] et fondatrice de la fondation Salve.
- 31 mars à Metz : Ludwig Weißmüller (décédé en 1943) est un officier allemand de la Seconde Guerre mondiale. Il obtint la très convoitée Croix de chevalier de la Croix de fer en octobre 1943.
- 4 avril à Mirecourt : François Chamoux, mort le 21 octobre 2007, est un helléniste français, membre de l’Académie des inscriptions et belles-lettres[14],[15]
- 31 mai à Coussey : Pierre Grappin, mort le 14 juin 1997 à Paris, germaniste et universitaire français. Il a été diplomate un temps, et premier doyen de le faculté de Nanterre. Il est l'auteur du dictionnaire français-allemand dit « le Grappin », publié chez Larousse en 1963.
- 8 août à Rédange : Mathias Clemens, mort le 26 novembre 2001 à Huncherange (Luxembourg), coureur cycliste et homme politique luxembourgeois des années 1930-40, membre du Parti ouvrier socialiste luxembourgeois (LSAP).
- 19 août
  - à Commercy : Élisabeth de Miribel, morte le 29 mars 2005[16], femme de lettres, biographe et diplomate française.
  - à Nancy : Hélène Parmelin, de son vrai nom Hélène Jungelson, morte le 5 février 1998 à Paris, journaliste, romancière et critique d'art française.
- 8 octobre à Tucquegnieux : Nicolas Hibst est un footballeur et entraîneur français [17], mort le 21 janvier 1959[18].
- 31 octobre à Nancy : Henri Prouvé est un architecte français décédé en Allemagne, près de Fribourg, le dimanche 1er avril 2012.
- 25 novembre à Metz : Paul Claude Mallmann,  mort à metz le 28 juillet 1981, peintre, illustrateur et graveur français[11].
- 22 décembre à Saint-Max : Jean Balezo, mort le 10 septembre 1987[19] à Metz, athlète français, spécialiste des épreuves combinées.

## Décès

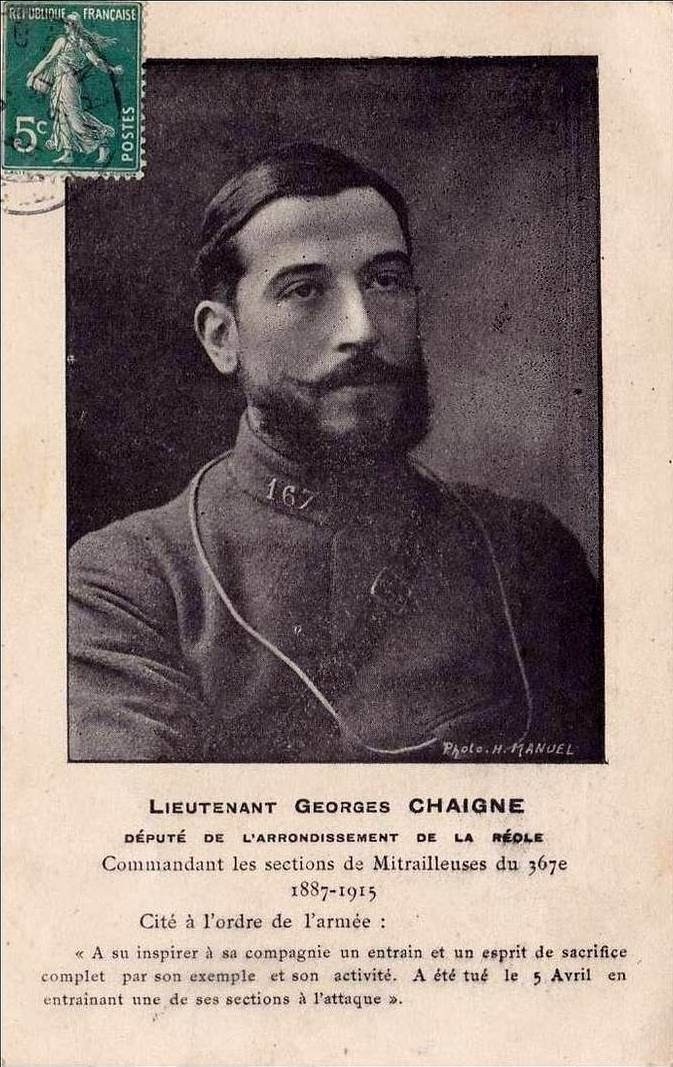
Georges Chaigne

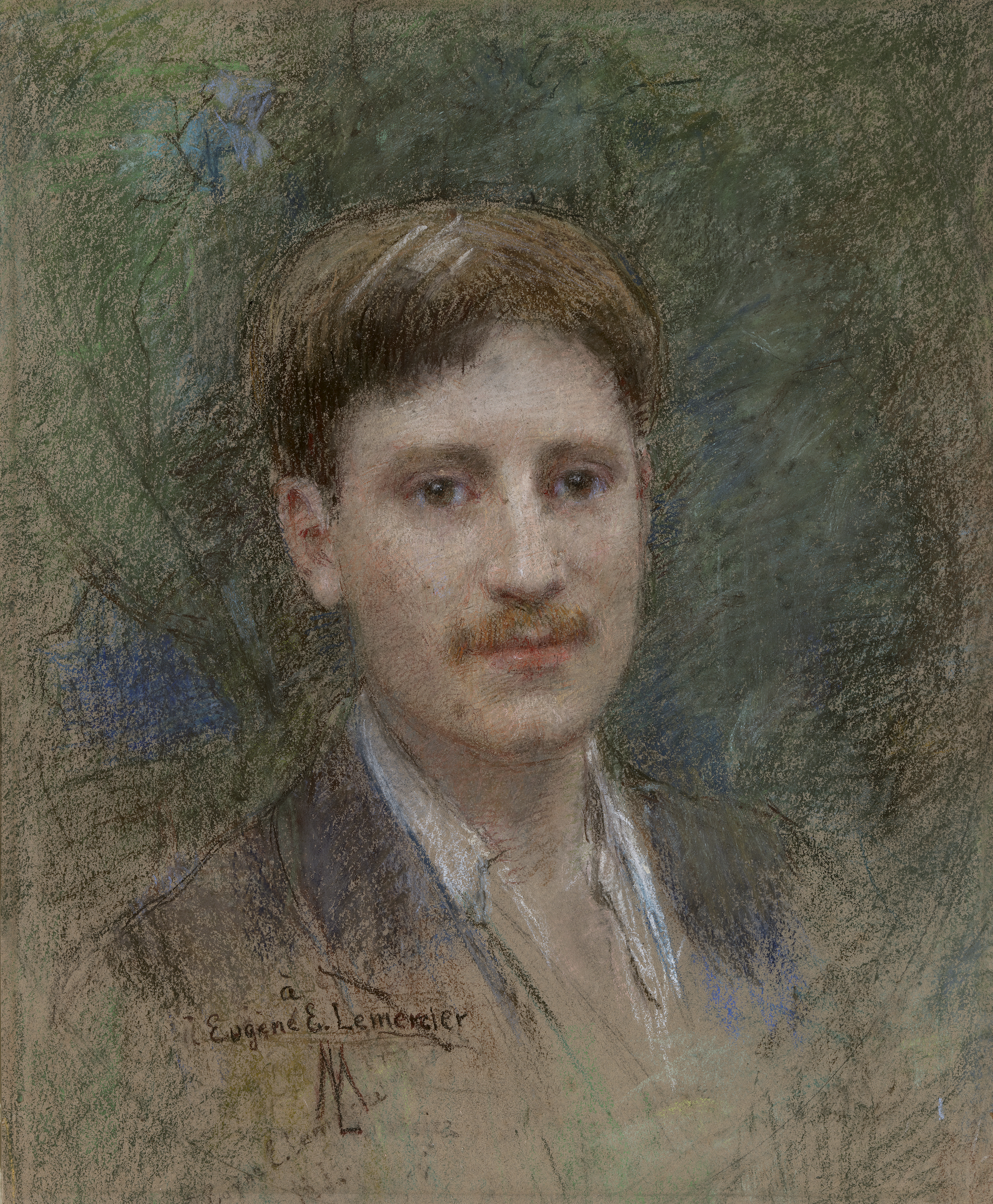
Eugene Emmanuel Lemercier.

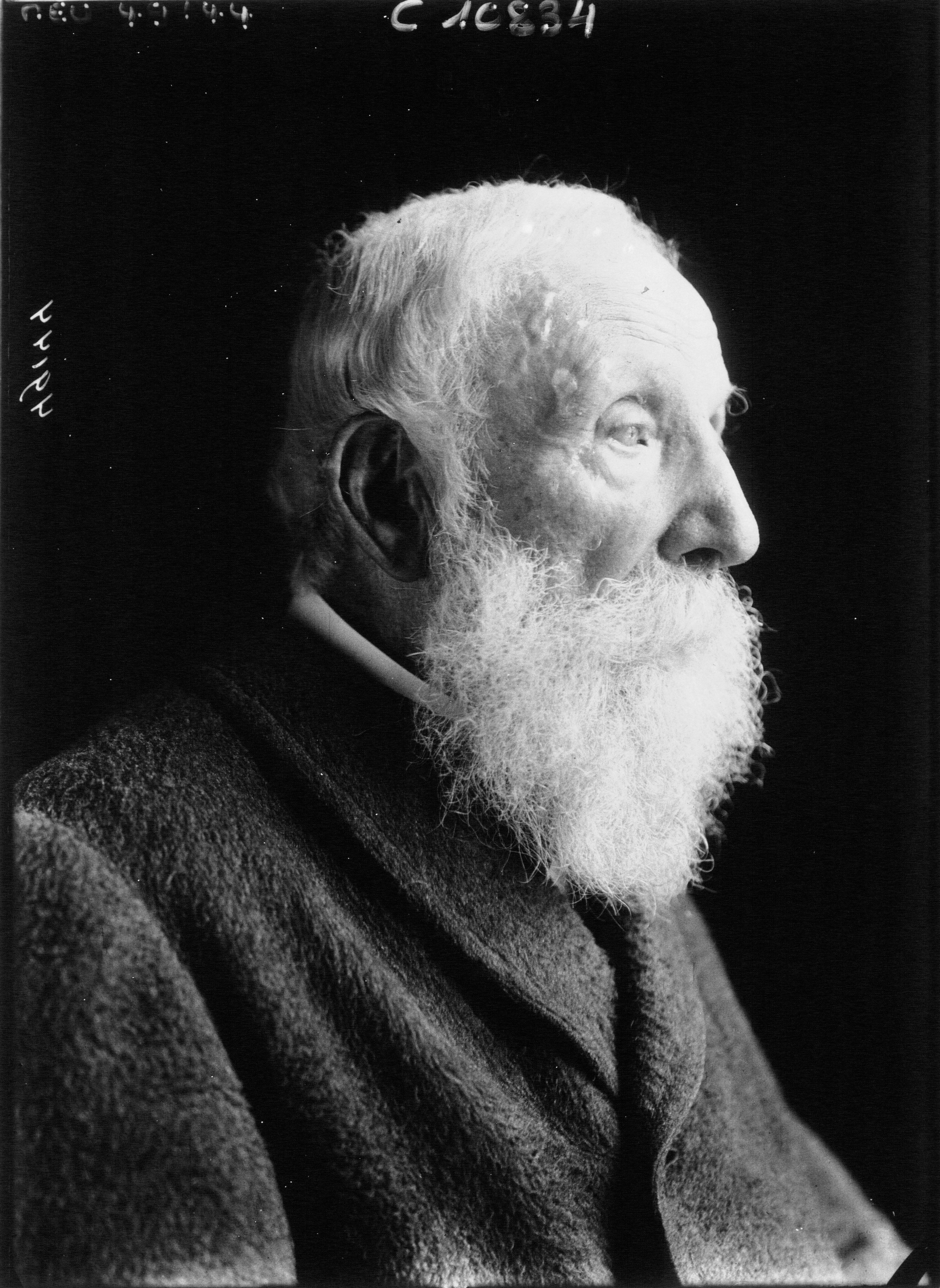
Alfred Mézières.

- 9 janvier à Lachalade : Marius Royet, né le 10 janvier 1881 à Limours (Seine-et-Oise) , footballeur international français.
- 17 janvier à Riaville : René Béclu, né le 3 février 1881 dans le 3e arrondissement de Paris , sculpteur français.
- 16 février à Boureuilles : Paul Ponsard, né dans le 12e arrondissement de Paris le 25 janvier 1880 [20], sculpteur français.
- 17 février à Vauquois : Jean Maspero, né le 20 décembre 1885, papyrologue français, égyptologue spécialiste de l'époque byzantine.
- 20 février aux Eparges (Meuse) (mort pour la France) : Robert Porchon, né le 23 janvier 1894 à Chevilly (Loiret), officier français. Il est un ami de guerre, le "frère de sang" du romancier Maurice Genevoix (1890-1980) qui lui dédie son livre Sous Verdun[21].
- 21 février aux Éparges : Frédéric Chevillon, né le 12 janvier 1879 à Marseille (Bouches-du-Rhône), homme politique français.
- 27 février, au bois de  Malancourt : Pierre Louis Jean-Baptiste Paul Ernest Sarlandie des Rieux, dit Lionel des Rieux, né le 20 novembre 1870 à Neufchâteau (Vosges), poète français.
- 1er mars à Vauquois : Lucien-Émile Dropsy, né à Paris le 1er juin 1886, sculpteur et médailleur français.
- 2 mars à Vauquois dans la Meuse : Henri Paul François Marie Collignon (né le 2 octobre 1856 à Caudéran en Gironde), haut fonctionnaire français. Il s’engagea comme simple soldat, à 58 ans, au début de la Première Guerre mondiale, et fut tué lors des combats de la butte de Vauquois moins d’un an plus tard.
- 3 mars au col de la Chapelotte : Jacques Charlot, compositeur français né le 13 septembre 1885 à Paris, mort pour la France.
- 10 mars à Nancy : Charles-Désiré Bourgon, né le 7 juillet 1855 à Nancy[22], architecte français, membre de l'École de Nancy, dont le travail est inspiré par l'Art nouveau.
- 31 mars à Montauville : Louis Joseph Lautrey, écrivain et historien français né à Cousance (Jura) le 24 juillet 1864, tué pendant les combats de la guerre de 1914-1918 au lieu-dit Le Bois le Prêtre. Il fit paraître un certain nombre de recueils de poésie sous le nom de plume de François Dejoux.Il est surtout connu pour son ouvrage historique sur la vie du capitaine Lacuzon, personnage pour lequel il n'a visiblement aucune admiration contrairement à l'historien Robert Fonville qui consacra également un ouvrage à la vie du capitaine jurassien.
- 5 avril au Bois de Mortmare (Meuse), tombé au champ d'honneur : Georges Chaigne , homme politique français né le 16 octobre 1887 à Lamothe-Landerron (Gironde).
- 6 avril aux Éparges : Eugène-Emmanuel Lemercier, né le 7 novembre 1886 à Paris, militaire français de la Première Guerre mondiale auteur de Lettres d’un soldat, œuvre considérée comme un des grands témoignages sur cette guerre.
- 8 avril, mort pour la France peu après la bataille de la Woëvre à Fresnes-en-Woëvre (Meuse): Louis Émile Vincent Pergaud, instituteur et romancier français né le 22 janvier 1882 à Belmont (Doubs) [23],[24]. Il est l'auteur de De Goupil à Margot, prix Goncourt 1910, et de La Guerre des boutons, paru en 1912.
- 13 avril à Marchéville-en-Woëvre : Robert Hertz, né à Saint-Cloud le 22 juin 1881[25], anthropologue français, élève et ami de Marcel Mauss. Son décès précoce durant la Première Guerre mondiale fut vivement regretté par Marcel Mauss, Émile Durkheim et de nombreux chercheurs en sciences sociales de l'époque, qui le considéraient comme une figure importante du développement à venir de la science anthropologique.
- 25 avril aux Éparges : Pierre Rousselot, né le 29 décembre 1878 à Nantes et disparu au combat à la Tranchée de Calonne, prêtre jésuite français, théologien néothomiste de renom et auteur de l'article controversé Les yeux de la foi. Joseph Maréchal et Henri de Lubac reconnaissent l'influence qu'il eut sur leur pensée et leurs écrits.
- 26 avril aux Éparges : Henri Piet, né le 2 janvier 1888 dans le 1er arrondissement de Paris[26] , boxeur professionnel français. Après avoir boxé aux États-Unis en 1909, il sort vainqueur aux points de son affrontement face au jeune Georges Carpentier. Vainqueur de Young Joseph puis de Battling Lacroix Piet devient champion de France des poids welters en 1912. Il défend et conserve sa ceinture l'année suivante contre Henri Roca avant de la perdre en janvier 1914 contre Auguste Degand.
- 30 avril à Toul : Julien Lorieux, né Auguste Julien  Philibert Lorieux le 31 décembre 1876 à Paris (9e arrondissement)[27] , sculpteur et médailleur français.
- 20 juin à Saint-Remy-la-Calonne : Rémy Duhem, né le 1er octobre 1891 à Douai, peintre et avocat français Mort pour la France. Il est le fils des artistes peintres Henri Duhem et Marie Duhem.
- 5 juillet à Saint-Dié : Paul Descelles, né à Raon-l'Étape (Vosges) le 22 mars 1851, peintre français. Il peint d'abord des décors pour une faïencerie de Raon-l'Étape où travaille déjà son père, puis se fait connaître par ses portraits sur émail, mais peint également sur toile et produit en outre des illustrations pour plusieurs magazines. Ses œuvres sont exposées à Paris et il remporte plusieurs médailles en province.
- 9 août à Harbouey : Daniel de Losques, dessinateur et affichiste français né le 11 mars 1880 à Saint-Lô[28] et tué en combat aérien[29].
- 26 août à Nancy : Étienne Charles Albert Jacquot, né le 18 septembre 1853 à Nancy, luthier et historien de l'art français, spécialiste des arts et de la lutherie de Lorraine.
- 10 octobre à Réhon : Alfred Jean François Mézières, né le 19 novembre 1826 à Réhon (Moselle, aujourd'hui Meurthe-et-Moselle), historien de la littérature, journaliste et homme politique français.
- 22 novembre à Verdun : Gaston Rivier, né le 17 janvier 1887 à Paris 6e arrondissement, officier de marine et aviateur français.